# Stabilizator parowy

Przekrój przez stabilizator parowy

Stabilizator parowy – urządzenie techniki reaktorowej służące zabezpieczeniu chłodziwa (wody) w reaktorach ciśnieniowych przed osiągnięciem wrzenia oraz służące do regulacji ciśnienia w pierwotnym obiegu chłodzenia reaktora.

## Budowa i działanie
Stabilizator ma zwykle kształt wydłużonego walca, o objętości kilkudziesięciu metrów sześciennych, z zaokrąglonymi końcami, montowanego pionowo wewnątrz obudowy bezpieczeństwa. Do systemu chłodzenia reaktora podłączony jest pojedynczą rurą. Woda nie płynie przez stabilizator - zmienia się jedynie jej poziom w urządzeniu. Stabilizator nigdy nie jest wypełniony wodą.
W reaktorach wodnych ciśnieniowych (PWR) woda w pierwotnym obiegu chłodzenia powinna zawsze znajdować się w stanie ciekłym. Ponieważ woda znajduje się tam w warunkach dalekich od normalnych (ma zwykle temperaturę od 275 do 315 °C), wymagane jest zastosowanie systemu utrzymującego odpowiednie jej ciśnienie, którego część stanowi stabilizator parowy. 
Stabilizator umożliwia kontrolowanie i monitorowanie ciśnienia w całym pierwotnym obiegu reaktora dzięki zjawisku naczyń połączonych i względnej nieściśliwości wody. Ciśnienie w całym obiegu nie jest takie samo w każdym jego punkcie (chociażby przez różnice w wysokości), jednak zmienia się ono równo pod wpływem zmian w innym punkcie. Dzięki temu wymuszając zmianę ciśnienia w stabilizatorze można zmieniać ciśnienie w całym obiegu, ze zbiornikiem ciśnieniowym reaktora włącznie.
Wyróżnia się stabilizatory statyczne i dynamiczne. 
W stabilizatorze statycznym regulacja ciśnienia zachodzi samoistnie poprzez osiąganie równowagi między ciśnieniem wody a ciśnieniem pary wodnej u góry zbiornika. Jeśli ciśnienie wody w obiegu rośnie, zwiększa się również ciśnienie wody w stabilizatorze, co spręża parę wodną aż do osiągnięcia równowagi między nimi. W przypadku, gdy ciśnienie w obiegu maleje, ciśnienie pary wodnej wypycha wodę do obiegu, również do momentu wyrównania się ciśnień.
Ciśnienie cieczy w stabilizatorze dynamicznym kontrolowane jest za pomocą zmian jej temperatury. Ponieważ ciśnienie cieczy jej wprost proporcjonalne do jej temperatury, aby zwiększyć ciśnienie w obiegu pierwotnym podgrzewa się ciecz w stabilizatorze za pomocą grzałek elektrycznych. Zmniejszenie ciśnienia dokonuje się za pomocą wtryskiwania chłodniejszej wody do zbiornika stabilizatora.

### Pomiar poziomu wody
Stabilizator służy też jako wskaźnik poziomu wody w obiegu pierwotnym reaktora - informacji kluczowej z punktu widzenia bezpieczeństwa pracy reaktora. W czasie normalnej pracy reaktora cały obieg jest wypełniony wodą - nie ma więc punktu odniesienia do pomiaru jej poziomu. Z tego względu stabilizator parowy instalowany jest możliwie najwyżej, ponad pozostałą częścią obiegu pierwotnego. Dzięki temu można być prawie pewnym, że dopóki w stabilizatorze znajduje się woda, jest też ona obecna w pozostałych częściach obiegu, w tym w zbiorniku reaktora.

### Zbiornik wyrównawczy
Stabilizator stanowi też zbiornik wyrównawczy ciśnienia dla obiegu pierwotnego, na wypadek nagłego zwiększenia się ciśnienia w obiegu. Ponieważ znajduje się w nim gorąca woda, jego część zawsze jest wypełniona parą wodą.  Ściśliwość pary wodnej stanowi bufor dla zmian ciśnienia w obiegu. Zadaniem operatora reaktora jest zachowanie tego bufora przez czas eksploatacji reaktora. 
Na szczycie stabilizatora znajduje się wylot regulowany upustowym zaworem bezpieczeństwa (ang. pilot-operated relief valve, PORV). W przypadku nadmiernego wzrostu ciśnienia pary wodnej umożliwia on odprowadzenie nadmiaru pary do specjalnych zbiorników w obudowie bezpieczeństwa. Para ulega w nich skropleniu do cieczy. Objętość tych zbiorników jest ograniczona. W przypadku ich przepełnienia, zawartość ulega wypróżnieniu (poprzez kolejny zawór bezpieczeństwa) na podłogę obudowy bezpieczeństwa skąd za pomocą instalacji drenażowej ulega odprowadzeniu do zbiorników.